# 안정훈 (배우)
안정훈(安政勳, 1969년 12월 20일 ~ )은 아역 탤런트 출신의 대한민국 남자 배우, 가수이다. 1978년 KBS 드라마 《KBS 문예극장》으로 연기자 데뷔했다. 대표작으로 드라마 《훈이 삼총사》, 《바람돌이 장영실》, 《해바라기》, 《사랑이 꽃피는 나무》, 《카이스트》 등이 있다.

## 학력
- 서울 경성고등학교 졸업 (1988년)
- 단국대학교 연극영화학과 학사

## 에피소드
10살 때였던 1978년에 KBS1 《문예극장》에서 꼬마 신랑 역으로 데뷔해 지금까지 탄탄하게 연기 생활을 하고 있다.
- 취미는 골프, 특기는 노래부르기와 알토 섹소폰 연주이다.
- 1996년 안정훈은 한창 주가를 올리며 최고의 스타들이 총 출동했던 프로그램인 《젊음의 행진》 MC를 맡았다.
- 2001년부터 단국대학교 출신 연예인들로 구성된 '단연회(檀演會)'를 만들어 공식 출범한 뒤 회장을 맡아 매년 1일 찻집과 바자회, 불우 청소년 초청, 단국대 입학안내 도우미 등을 통해 일찍부터 이웃 사랑을 실천하고 있다.
- 안정훈 외에도 탤런트 오현경, 김혜선, 신은경, 김정민, 이민영, 김현주, 김민정(민지영 본명), 2000년 미스코리아 진 김연주, 가수 강현수, 바다, 코미디언 김종국, 고명환 등이 단연회의 주축 멤버들이다.

- 안정훈은 '모여서 동문의 정을 나누는 것도 좋지만, 뜻있는 일을 한다는 데 매력이 있다'고 말한다.[1][2]

- 안정훈은 2010년 3월 10일 방송된 KBS 《박수홍 최원정의 여유만만》에 1살 연하의 아내 허승연 본래 1971년 1월 돼지띠 음역 1970년 12월 개띠, 두 딸 수빈(1999년생), 서연(2004년생)과 늦둥이 아들 여준(2008년생)과 함께 출연해 행복한 가족사를 공개했다.[3]
- 안정훈은 21세에 아내를 만나 9년의 열애 끝에 1998년 5월 5일에 결혼식을 올렸다.

## 연기 활동

### 드라마
- 1978년 KBS 단막극 《TV문예극장》 ... 내시 손자 역
- 1979년 KBS 어린이드라마 《꽃처럼 새처럼》
- 1980년 TBC 어린이드라마 《홈런이다 홈런》
- 1980년 TBC 어린이드라마 《바람돌이 장영실》 ... 장영실 역
- 1981년 KBS 어린이드라마 《꼴찌 만세》
- 1981년 KBS 어린이드라마 《훈이 삼총사》 ... 훈이 역
- 1981년 MBC 어린이드라마 《호랑이 선생님》
- 1982년 KBS 대하드라마 《풍운》 ... 어린 고종 역
- 1983년 KBS 이산가족드라마 《남매》 ... 상만 역
- 1983년 KBS 청소년드라마 《고교생 일기》
- 1984년 KBS 어린이드라마 《꾀돌이 삼총사》
- 1986년 MBC 일요아침드라마 《한지붕 세가족》
- 1987년 KBS 청춘드라마 《사랑이 꽃피는 나무》 ... 고3 수진 역
- 1990년 MBC 미니시리즈 《여자는 무엇으로 사는가》 ... 경훈 역
- 1990년 MBC 미니시리즈 《춤추는 가얏고》 ... 찬우 역
- 1991년 MBC 수목드라마 《까치 며느리》 ... 강민수 역
- 1991년 SBS 일요아침드라마 《사랑의 풍차》
- 1991년 KBS 토요드라마 《가족》
- 1992년 SBS 주말극장 《두려움 없는 사랑》 ... 장기태 역
- 1993년 KBS 아침드라마 《서 있는 여자》 ... 철민 역
- 1996년 MBC 미니시리즈 《그들의 포옹》 ... 피한세 역
- 1996년 KBS 아침드라마 《은하수》 ... 송 선생 역
- 1996년 KBS1 단막극 《TV문학관 - 슈퍼마켓에서 길을 잃다》
- 1996년 KBS 일요아침드라마 《귀여운 여자》
- 1996년 KBS 미니시리즈 《엄마는 출장중》 ... 김동훈 역
- 1996년 KBS 일일연속극 《오늘은 남동풍》 ... 한지수 역
- 1997년 KBS 아침드라마 《신부의 방》
- 1998년 KBS 주말연속극 《아씨》... 성인 봉구 역(33회부터 중도합류)
- 1998년 SBS 아침드라마 《엄마의 딸》 ... 지철민 역
- 1998년 MBC 미니시리즈 《해바라기》 ... 신경외과 치프 레지던트 고상도 역
- 1999년 KBS 주간드라마 《어사출두》 ... 박문수의 어사보, 상배 역
- 1999년 SBS 일요드라마 《카이스트》 ... 박기훈 역
- 1999년 SBS 아침연속극 《그녀의 선택》 ... 이승국 역
- 1999년 KBS2 아침드라마 《만남》 ... 장태원 역
- 2000년 MBC 미니시리즈 《진실》 ... 이영철 역
- 2000년 KBS 아침드라마 《송화》
- 2000년 MBC 미니시리즈 《이브의 모든 것》 ... 김준모 역
- 2000년 KBS 대하드라마 《태조 왕건》 ... 고려 혜종 역
- 2000년 SBS 청춘시트콤 《골뱅이》 ... 교수 역
- 2000년 SBS 미니시리즈 《천사의 분노》 ... 정민 역
- 2001년 KBS 일일시트콤 《쌍둥이네》 ... 변호사 안정훈 역
- 2001년 SBS 아침연속극 《이별 없는 아침》 ... 한정우 역
- 2003년 KBS 일일연속극 《백만송이 장미》 ... 박혜성 역
- 2003년 KBS 미니시리즈 《여름 향기》 ... 민우의 선배, 지대풍 역
- 2003년 ITV 주간시트콤 《닥터닥터》 ... 치과의사 역
- 2004년 KBS 어린이드라마 《울라불라 블루짱》 ... 윤상식 역
- 2004년 SBS 아침연속극 《선택》 ... 신대서 역
- 2005년 EBS 문화사시리즈 《명동백작》 ... 김관식 역
- 2005년 KBS 주말연속극 《슬픔이여 안녕》 ... 오기범 역
- 2006년 MBC 창사특별기획 《주몽》 ... 마리 역
- 2006년 KBS 일일연속극 《열아홉 순정》 ... 고광만 역
- 2007년 SBS 주말 특별기획 《푸른 물고기》 ... 윤종호 역
- 2007년 SBS 대하드라마 《왕과 나》 ... 박근수 역
- 2008년 KBS 미니시리즈 《태양의 여자》 ... 고훈 역
- 2009년 SBS 연말특집극 《아버지의 집》 ... 박진우 역
- 2010년 KBS 주말특별기획 《명가》 ... 반돌 역
- 2010년 SBS 창사특집극 《초혼》 ... 학진 역
- 2011년 SBS 미니시리즈 《내게 거짓말을 해봐》 ... 안 과장 역
- 2011년 EBS 어린이드라마 《꾸러기 천사들》 ... 현서 아빠 역
- 2011년 채널A 주말연속극 《천상의 화원 곰배령》 ... 이남길 역
- 2014년 MBC 미니시리즈 《야경꾼 일지》 ... 천씨 역
- 2014년 tvn 아침드라마 《가족의 비밀》 ... 차상민 역
- 2015년 MBC 아침드라마 《이브의 사랑》 ... 이동협 역 (특별출연)
- 2016년 MBC 주말 특별기획 《아버님 제가 모실게요》 ... 강민석 역

### 영화
- 1991년 《있잖아요 비밀이에요 2》
- 1991년 《지금 우리는 사랑하고 싶다》
- 2001년 《우먼 파트너 놀자》 ... 태자 역

### 공연
- 2006년 뮤지컬 《행진 와이키키 브라더스》

## 방송
- 1990년 BBS FM 《젊음을 위하여》 DJ
- 1991년 KBS 《젊음의 행진》 MC
- 1991년, 1995년, 2001년 KBS 《가족오락관》 게스트
- 2011년 KBS 《리빙쇼! 당신의 여섯시》〈살과의 전쟁 - 몸짱 아빠 좋은 아빠〉
- 2011년 EBS 《나눔 0700》 MC
- 2010년 ~ KBS2 《다큐멘터리 3일》 내레이션

## CF 출연
- 롯데푸드 돼지바
- 롯데제과 빼빼로
- 옥시레킷벤키저 옥시싹싹 걸레욕실청소
- 롯데푸드 로스구이햄
- 사조해표 해표식용유
- 해태음료 써니텐
- 대양고무(주) 데카스

## 앨범
- 1991년 1집 《남아고독》
- 1992년 2집 《안정훈 Vol.2》
- 2022년 싱글 《사나이》

## 같이 보기
- 가수 김명철

## 경력
- 1996년 쟈칼연예인축구단 단원
- 2003년 한국과학문화재단 제1호 명예과학홍보대사

## 수상
- 2003년 KBS 연기대상 조연상